# 颗粒板蟹
颗粒板蟹（学名：Petalomera granulata）为绵蟹科板蟹属的动物。分布于日本、斯里兰卡、安达曼海以及中国大陆的广西、广东等地，生活环境为海水，常栖息于50-150米深的泥以及贝壳及沙质底。其生存的海拔范围为-150至-50米。